# Glomalveolina
Glomalveolina es un género de foraminífero bentónico de la familia Alveolinidae, de la superfamilia Alveolinoidea, del suborden Miliolina y del orden Miliolida. Su especie tipo es Alveolina dachelensis. Su rango cronoestratigráfico abarca desde el Selandiense (Paleoceno medio) hasta el Luteciense (Eoceno medio).

## Clasificación
Glomalveolina incluye a las siguientes especies:
- Glomalveolina dachelensis †
- Glomalveolina delicatissima †
- Glomalveolina levis †
- Glomalveolina pilula †
- Glomalveolina primaeva †
- Glomalveolina subtilis †
- Glomalveolina telemetensis †
- Glomalveolina ungaroi †